# Faro delle isole Flannan
Il faro delle isole Flannan è un faro situato vicino al punto più alto di Eilean Mòr, una delle Isole Flannan nelle Ebridi Esterne al largo della costa occidentale della Scozia. Il faro è famoso per la misteriosa scomparsa dei suoi custodi nel 1900.

## Storia

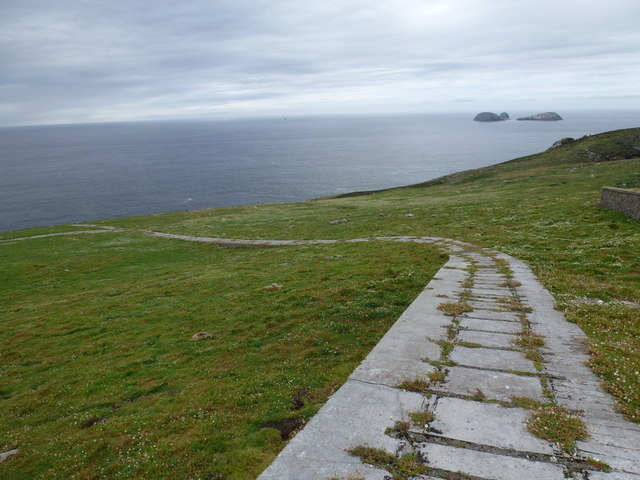
I resti della ferrovia del faro Flannan nel 2012. Da questo punto di vista è possibile osservare il lato sud-ovest del faro. L'area viene comunemente denominata "Clapham Junction".

Il faro è stato progettato da David Alan Stevenson, la torre di 23 metri è stata costruita per la Northern Lighthouse Board (NLB) tra il 1895 e il 1899. La costruzione è stata intrapresa da George Lawson di Rutherglen ad un costo di £ 1.899, compresa la costruzione dei luoghi di sbarco, scale, binari ferroviari, ecc. Tutti i materiali utilizzati dovevano essere trasportati su scogliere di 45 metri direttamente da barche di approvvigionamento. Ulteriori £ 3.526 sono state spese per la stazione di terra a Breasclete sull'Isola di Lewis. Venne acceso per la prima volta il 7 dicembre 1899.
Lo scopo dei binari era facilitare il trasporto di approvvigionamenti per i custodi e di carburante per la luce (come la paraffina: a inizio XX secolo, la luce consumava una ventina di barili all'anno) su per le ripide pendenze dai luoghi di sbarco per mezzo di un cavo ferroviario trainato. Questo era alimentato da un piccolo motore a vapore situato in un capannone adiacente al faro. Una pista scendeva dal faro in direzione ovest e poi curvava verso sud. Nel centro approssimato dell'isola essa si biforcava per mezzo di un set di punti operativi manuali soprannominati "Clapham Junction", un ramo continuava nella sua curvatura a dirigersi dall'approdo est, all'angolo sud-est dell'isola, formando così un semicerchio, mentre l'altro ramo, leggermente più corto, curvava di nuovo verso l'approdo ovest, situato in un piccolo ingresso sulla costa meridionale dell'isola. Gli ultimi avvicinamenti ai pontili erano estremamente ripidi. Il cavo era guidato intorno alle curve da pulegge poste fra le rotaie e una fila di pali posti all'esterno della ringhiera interna gli impediva di andare troppo fuori strada se fosse saltato dalle pulegge. Il carico era portato in un piccolo carrello a quattro ruote.
Nel 1925 il faro è stato una delle prime luci scozzesi a ricevere comunicazioni dalla riva dalla telegrafia senza fili. 
Negli anni '60 il sistema dei trasporti dell'isola è stato modernizzato: la ferrovia è stata rimossa, ma rimase lo zoccolo di cemento, usato da mezzi fuoristrada; un veicolo cross-country a tre ruote con pneumatici in gomma alimentato da 400 centimetri cubi di motore a quattro tempi, costruito da Alimer McLean di Galashiels, ebbe vita lavorativa un po' più breve rispetto alla ferrovia, diventando ridondante a sua volta al momento della costruzione dell'eliporto.
Il 28 settembre 1971 il faro è stato automatizzato. Un eliporto in cemento armato è stato costruito al tempo stesso per consentire interventi di manutenzione in condizioni atmosferiche difficili. La luce è prodotta dalla combustione di gas acetilene ed ha un raggio di 17 miglia nautiche. Ora è monitorato dal Butt of Lewis e la stazione di terra è stata trasformata in appartamenti. Dal 1980 il faro è alimentato da batterie NiCd caricate dai pannelli fotovoltaici, con un back-up rappresentato da un generatore.

## Mistero del 1900
Il faro non sarebbe che uno fra tanti, se non fosse per l'inquietante vicenda che ha animato le cronache un anno dopo la sua apertura.

### Scoperta

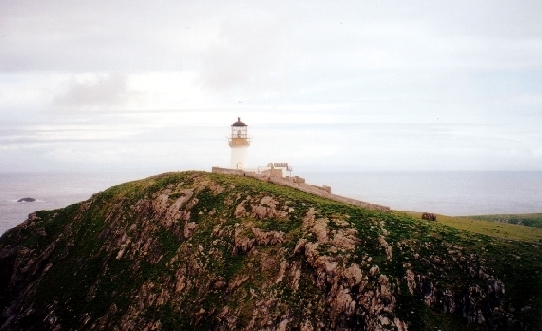
Il faro delle Isole Flannan

Le prime avvisaglie che qualcosa di strano era avvenuto alle isole Flannan si ebbe il 15 dicembre del 1900. Il piroscafo Archtor, di passaggio sulla tratta da Philadelphia a Leith, passò per le isole e notò che la luce non era in funzione.
Il faro era presidiato da tre guardiani, James Ducat, Thomas Marshall e Donald MacArthur, che venivano riforniti ogni volta che terminavano le riserve di cibo, poiché sull'isola non vi era nessuna risorsa. La nave adibita al rifornimento, la Hesperus, approdò il 26 dicembre, con 6 giorni di ritardo sulla data prevista, ma nessuno attendeva alle scalinate. Jim Harvie, il capitano della Hesperus, lanciò allora un fischio stridente e sparò un bengala, ma nessuno uscì dal faro. Entrarono nella struttura per controllare e rimasero esterrefatti: sul tavolo della cucina trovarono parte dell'ultimo pasto dei guardiani, le lampade ad olio piene ma spente e i letti sfatti, ma non trovarono alcuna presenza umana; gli orologi risultavano fermi. Un altro fatto insolito fu la presenza di un solo impermeabile nell'armadio, mentre gli altri due erano assenti: uno dei guardiani non lo aveva indossato, quando, per regolamento, tutti dovevano portarne uno per le riparazioni all'esterno.
Il pubblico fu affascinato dal ritrovamento del diario di Thomas Marshall dove erano descritti (senza alcuna professionalità), gli ultimi giorni dei guardiani prima della loro scomparsa. Di questo documento non si possiedono fonti certe, dato che, secondo l’archivio nazionale della Scozia, il diario non è più reperibile. A quanto pare, Il testo ritrovato dai marinai citava:
.....Mare furioso,

Non ho mai visto una tempesta simile.......

......James Ducat irritabile...
Più tardi
......La tempesta infuria ancora,

Vento costante, non si può uscire....

Ducat tranquillo, MacArthur piange....
13 dicembre
.....La tempesta è continuata per tutta la notte,

Ducat tranquillo, MacArthur prega....
Più tardi
.....Mezzogiorno....

Luce diurna grigia.....

Io, Ducat e MacArthur preghiamo....
15 dicembre
.....Tempesta finita...

Mare calmo....

Dio è sopra ogni cosa....»
Tuttavia, un'indagine di Mike Dash per il Fortean Times rivelò che i registri di bordo erano fittizi, aggiunte successive alla storia per renderla più misteriosa e interessante per il pubblico.

### L'indagine
L'isola venne ispezionata e l'approdo ovest venne trovato danneggiato da una forte tempesta. L'indagine portata avanti dal soprintendente Robert Muirhead del Northern Lighthouse Board il 29 dicembre, concluse che probabilmente uno dei guardiani del faro era uscito sotto alla pioggia in maniche di camicia per assicurare una cassa contenente le cime per l'attracco e che i suoi colleghi lo avevano raggiunto per dargli una mano, ma vennero poi trascinati via da un'onda che raggiunse la scogliera, a 34 m sopra il livello del mare.

## Nella cultura di massa
- Sul mistero del faro delle Isole Flannan è basato il film thriller del 2018 The Vanishing - Il mistero del faro, diretto da Kristoffer Nyholm.
- Il mistero del faro ha ispirato un romanzo di Emma Stonex, I guardiani del faro, edito da Mondadori nel 2021.